# فومي هوسوكاوا
فومي هوسوكاوا (باليابانية: 細川ふみえ؛ بالكانا: ほそかわ ふみえ) هي متسابقة الملكة وممثلة يابانية، ولدت في 2 سبتمبر 1971 في محافظة آوموري في اليابان.

## أعمال

### أفلام
- (1999) صيف كيكوجرو

## وصلات خارجية
- فومي هوسوكاوا على موقع IMDb (الإنجليزية)
- فومي هوسوكاوا على موقع ميوزك برينز (الإنجليزية)
- فومي هوسوكاوا على موقع أول موفي (الإنجليزية)
- فومي هوسوكاوا على موقع قاعدة بيانات الفيلم (الإنجليزية)